# Zuhabski mir
Zuhabski ali Karsi-Širinski mir (turško Kasr-ı Şirin Antlaşması. perzijsko عهدنامه زهاب‎, Ahadnāmah Zuhab) je bil mirovni porazum, sklenjen 17. maja 1639 med Osmanskim cesarstvom in Safavidskim cesarstvom, s katerim se je končala osmansko-safavidksa vojna 1623-1639. Vojna je bila zadnje dejanjev nizu 150 let trajajočih občasnih vojn med cesarstvoma. Sporazum je moč v grobem razumeti kot potrditev prejšnjega sporazuma, sklenjenega v Amasyi leta 1555.
Sporazum je potrdil delitev ozemelj v zahodni Aziji, ki so pred tem pripadala Safavidom, vključno s permanentno delitvijo Kavkaza med obe cesarstvi. Vzhodna Armenija, vzhodna Gruzija, Dagestan in Azerbajdžan so ostali pod oblastko Safavidov, zahodna Gruzija in večina zahodne Armenije pa sta pripadli Osmanskemu cesarstvu. Mezopotamijo, vključno z Bagdadom, so dobili Osmani. Slednji so dobili tudi vzhodni Mešketi, ki je s tem  v celoti prišel pod njihovo oblastjo.
Mejni spori med Perzijo in Osmanskim cesarstvom se s tem niso končali. Od leta 1555 do 1918 sta obe državi sklenili še nič manj kot osemnajst sporazumov o meji. Natančna razmejitev v skladu s to pogodbo se je trajno začela v 19. stoletju in v bistvu postavila grob okvir za mejo med sodobnim Iranom, Turčijo in Irakom.  Osmansko-perzijska meja je veljela do leta 1918, ko je Osmansko cesarstvo  po porazu v prvi svetovni vojni izgubilo svoja  ozemlja na Bližnjem vzhodu. Na Zuhabski mir je po mnenju profesorja Ernesta Tuckerja treba gledati kot na kulminacijo procesov normalizacije odnosov med sprtima stranema, ki so se začeli z Amasijskim mirom, sklenjenim 29. maja 1555. V nasprotju s katerim koli drugim osmansko-safavidskim sporazumom se je Zuhabski sporazum izkazala za bolj "odpornega" in je postal izhodišče za skoraj vse nadaljnje sporazume na diplomatski ravni med obema sosedama.

## Sources
- Floor, Willem (2001). Safavid Government Institutions. Costa Mesa, California: Mazda Publishers. ISBN 978-1568591353.
- Floor, Willem M. (2008). Titles and Emoluments in Safavid Iran: A Third Manual of Safavid Administration, by Mirza Naqi Nasiri. Washington, DC: Mage Publishers. ISBN 978-1933823232.
- Floor, Willem; Herzig, Edmund, ur. (2015). Iran and the World in the Safavid Age. I.B.Tauris. ISBN 978-1780769905.
- Matthee, Rudi (2012). Persia in Crisis: Safavid Decline and the Fall of Isfahan. I.B.Tauris. ISBN 978-1845117450.
- Somel, Selçuk Akşin, Historical Dictionary of the Ottoman Empire, Scarecrow Press Inc., 2003.